# Allenamento della resistenza
L'allenamento della resistenza , nella teoria dell'allenamento sportivo è l'insieme delle procedure, delle forme e dei programmi il cui fine è di migliorare la resistenza, cioè la capacità motoria dell'uomo di compiere elevate prestazioni per un tempo prolungato.
L'allenamento della resistenza contribuisce in modo sostanziale allo sviluppo ed al mantenimento di un buono stato di salute. In particolare si hanno effetti positivi sul sistema cardiovascolare, che si esprime in una sensibile riduzione del rischio di infarto del miocardio. Ulteriori aspetti positivi sono il contributo al consumo dei grassi, ed al controllo del peso corporeo, al rafforzamento del sistema immunitario ed al miglioramento dell'emocromo.
Diversi fattori fisiologici, volitivi, coordinativi concorrono alla sua determinazione. La prestazione di resistenza è inoltre caratterizzata dalla massima economia delle funzioni.

## Descrizione
Mentre nello sport di massa si ricerca con l'allenamento della resistenza di ottenere un miglioramento dello stato di salute o la riduzione del peso corporeo, nello sport di prestazione l'obiettivo è il miglioramento delle capacità di prestazioni prolungate. L'atleta vuole migliorare i propri record per ottenere migliori piazzamenti nelle competizioni.
Di conseguenza gli obiettivi fondamentali dello sport di massa sono il miglioramento del ricambio di grassi e delle capacità aerobiche (elevazione della soglia anaerobica). Nel caso lo sport fosse adibito essenzialmente alla riduzione del peso corporeo, si rendono necessarie delle modifiche che compromettono un ottimale miglioramento delle prestazioni.
Nello sport di prestazione l'allenamento alla resistenza viene completato o esteso con un intensivo apporto di carichi atti a un'ulteriore sollecitazione, eventualmente si interviene con un allenamento più specifico. In questo caso menzioniamo soprattutto l'ulteriore elevazione della soglia aerobica attraverso l'allenamento secondo il metodo di ripetuta e recupero cfr. sotto, il miglioramento della capacità di recupero (tolleranza all'acido lattico, smaltimento dell'acido lattico), l'allenamento della forza e l'allenamento della velocità.

## Pianificazione
Nello sport di prestazione viene sollecitato un miglioramento delle prestazioni sulla durata di più anni. In generale si può contare sul fatto che prestazioni ottimali in discipline di resistenza come la maratona o il ciclismo, soprattutto nello sport di massa, continueranno a produrre risultati anche dopo una pianificazione d'allenamento di 10-15 anni.

## Discipline
Nelle seguenti discipline e specialità sportive l'allenamento della resistenza è particolarmente importante, di conseguenza su di esse è posta in primo luogo l'attenzione degli studiosi dell'allenamento.
- Kung-fu
- Ciclismo
- Triathlon
- Fondo (3000 m - maratona), mezzofondo (800 m - 1500 m, miglio), siepi, marcia e velocità prolungata (400 m) nell'atletica leggera
- Sci di fondo
- Canottaggio
- Pattinaggio a rotelle
- Pattinaggio di velocità
- Nuoto

| Controllo di autorità | GND (DE) 4130000-2 |